# Angaston
Angaston – miejscowość w stanie Australia Południowa położona w Barossa Valley 77 km na północny wschód od Adelaide.
Angaston leżąca na wysokości 347 m n.p.m. jest jedną z najwyżej położonych miejscowości Barossa.  W Angaston znajdują się winiarnie Yalumba i Saltram.